# La Falaise d'Étretat après l'orage
La Falaise d'Étretat après l'orage est un tableau réalisé par le peintre français Gustave Courbet en 1870. Cette huile sur toile est un paysage qui représente le site d'Étretat, à Étretat, dans la Seine-Maritime, avec au premier plan des barques sur la plage. Exposée au Salon de 1870, l'œuvre est spoliée par le régime nazi pendant la Seconde Guerre mondiale. Depuis 1986, elle est attribuée au musée d'Orsay, à Paris.

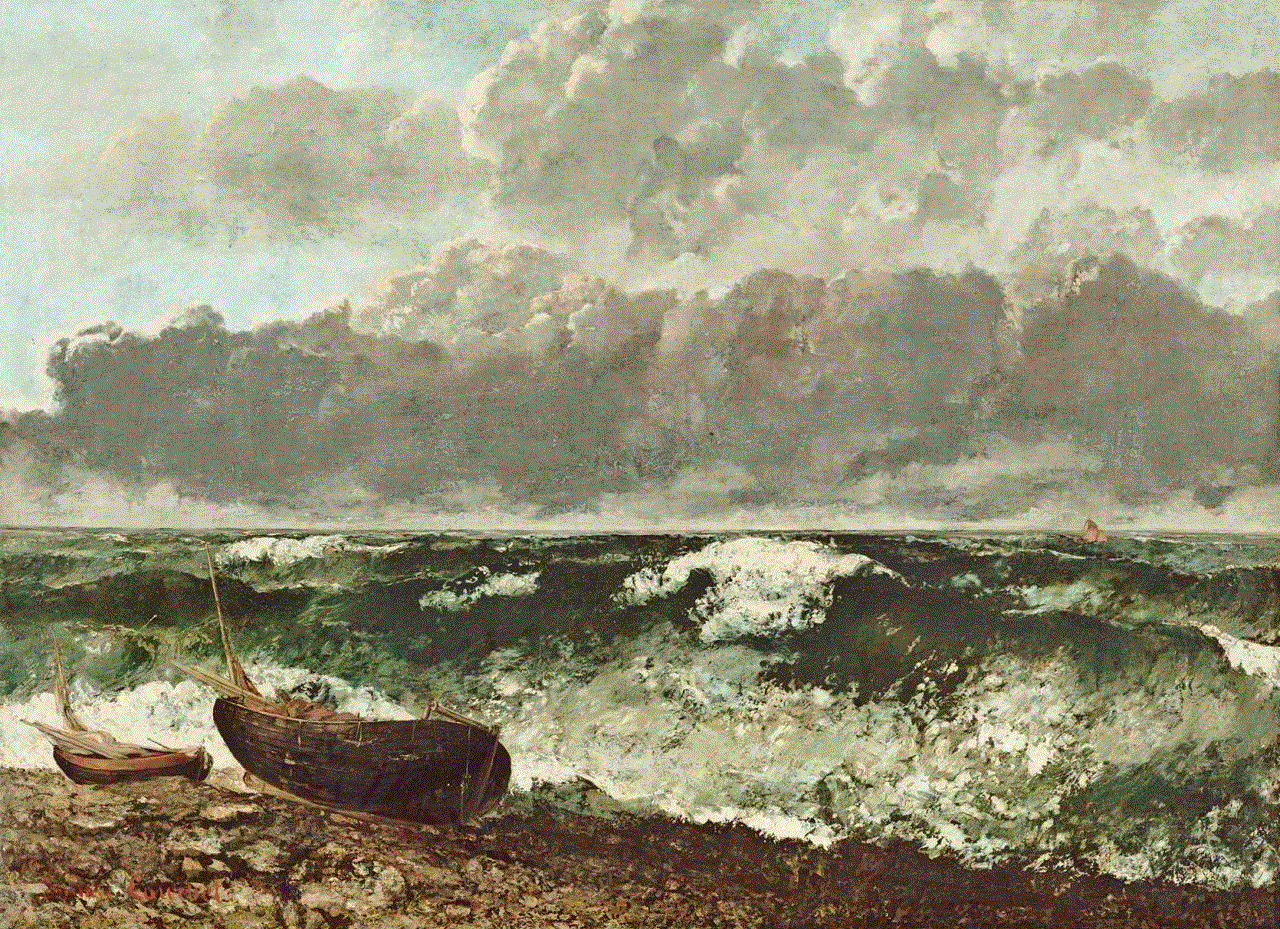
La Mer orageuse (1869), une huile sur toile présentée aux publics du Salon en 1870, et disposée à côté de La Falaise d'Étretat après l'orage[1] (musée d'Orsay.).